# U ponoć na groblju
U ponoć na groblju (rus. "В полночь на кладбище") - ruski je film redatelja Vasilija Gončarova.

## Radnja
Kao dio oklade, junaci filma morali su posjetiti groblje u ponoć. To se pokazalo tragično.

## Uloge
- Aleksandra Gončarova
- Vladimir Maksimov
- Ivan Mozžuhin

## Vanjske poveznice
- V polnoč na kladbišće na Kino Poisk